# Juan José Echavarría
Juan José Echavarría Soto (Medellín; 16 de diciembre de 1951) es un ingeniero administrativo colombiano. 
Ejerció como gerente del Banco de la República para el periodo 2017-2021.  Es titulado en Ingeniería administrativa.

## Biografía
Echavarría Soto es ingeniero administrativo egresado de la Universidad Nacional de Colombia de Medellín. Máster en Economía de la Universidad de Boston y un Doctorado en Economía de la Universidad de Oxford. Adicionalmente fue estudiante especial del programa de economía de la Universidad de Harvard.
Echavarría inició su carrera como investigador de Fedesarrollo, entre 1977 y 1983, de donde pasó a la Universidad Nacional para desempeñarse como Decano de la Facultad de Ciencias Económicas y presidir la empresa editorial de su universidad. Entre 1989 y 1990 fue subdirector y director encargado (en diversas ocasiones) de Fedesarrollo, hasta que en 1991 fue nombrado director de investigaciones económicas de la Federación Nacional de Cafeteros de Colombia, cargo que sirvió como trampolín para que en 1993 el presidente Liberal César Gaviria lo nombrara Viceministro de Comercio Exterior al lado del entonces Ministro de Comercio Exterior, Juan Manuel Santos. Como viceministro fue el negociador principal de los acuerdos comerciales del Caricom y el G3.
Al iniciar el gobierno del también Liberal Ernesto Samper, Echavarría fue nombrado como Ministro Plenipotenciario de la misión de Colombia ante la OEA, donde también se desempeñó como consultor en áreas de comercio internacional. En 1998, Echavarría arribó nuevamente a Colombia, esta vez para presidir el principal centro de pensamiento e investigaciones económicas: Fedesarrollo, como sucesor de Mauricio Cárdenas. Allí estuvo hasta 2003, cuando la junta directiva del Banco de la República de Colombia lo nombró codirector del mismo para el período 2003-2013.
Al finalizar su período en el emisor, Echavarría ocupó se desempeñó como asesor en el gobierno del presidente Juan Manuel Santos; se destaca su función como miembro de la junta directiva y asesor económico de la fundación Buen Gobierno  (centro de estudios fundado en 1994 para explorar una eventual campaña presidencial de Santos y que sirvió como plataforma ideológica para la campaña reeleccionista de 2014) y como director de la misión para la reestructuración del café en Colombia, denominado por la opinión pública como "la misión Echavarría", cuyo fin era proponer ajustes de fondo al sector cafetero del país. Echavarría fue el director programático de la campaña de reelección del presidente Juan Manuel Santos en 2014.
Echavarría ha tenido un basto recorrido en la academia. Ha sido profesor en la Universidad de los Andes, Pontificia Universidad Javeriana, Universidad Externado, Universidad de Oxford y la Universidad Nacional. Antes de ser gerente del Banco de la República, se desempeñó como profesor principal de la Facultad de Economía de la Universidad del Rosario. Ha realizado más de 90 investigaciones en el campo de la economía.